# Grand Prix Cycliste de Québec 2022
Grand Prix Cycliste de Québec 2022 – 11. edycja wyścigu kolarskiego Grand Prix Cycliste de Québec, która odbyła się 9 września 2022 na liczącej niespełna 202 kilometry trasie wokół miasta Québec. Impreza kategorii 1.UWT była częścią UCI World Tour 2022.

## Uczestnicy

### Drużyny
| WorldTeams (18)- AG2R Citroën Team - Astana Qazaqstan Team - Bahrain Victorious - BikeExchange-Jayco - Bora-Hansgrohe - Cofidis - Team DSM - EF Education-EasyPost - Groupama-FDJ - Ineos Grenadiers - Intermarché-Wanty-Gobert Matériaux - Israel-Premier Tech - Jumbo-Visma - Lotto-Soudal - Movistar Team - Quick-Step Alpha Vinyl - Trek-Segafredo - UAE Team Emirates ProTeams (2)- Arkéa-Samsic - TotalEnergies Reprezentacja- Kanada |
| |

### Lista startowa
| BikeExchange-Jayco BEX | BikeExchange-Jayco BEX | BikeExchange-Jayco BEX |
| ---------------------- | ---------------------- | ---------------------- |
| Nr                     | Kolarz                 | Miejsce                |
| 1                      | Michael Matthews (AUS) | 2.                     |
| 2                      | Alexandre Balmer (SUI) | 35.                    |
| 3                      | Kevin Colleoni (ITA)   | DNF                    |
| 4                      | Damien Howson (AUS)    | DNF                    |
| 5                      | Tanel Kangert (EST)    | 94.                    |
| 6                      | Jan Maas (NED)         | 60.                    |
| 7                      | Nick Schultz (AUS)     | 52.                    |

| Jumbo-Visma TJV | Jumbo-Visma TJV                | Jumbo-Visma TJV |
| --------------- | ------------------------------ | --------------- |
| Nr              | Kolarz                         | Miejsce         |
| 11              | Wout van Aert (BEL)            | 4.              |
| 12              | Pascal Eenkhoorn (NED) (szosa) | 109.            |
| 13              | Tobias Foss (NOR)              | 113.            |
| 14              | Christophe Laporte (FRA)       | 39.             |
| 15              | Timo Roosen (NED)              | 97.             |
| 16              | Tosh Van der Sande (BEL)       | 57.             |
| 17              | Nathan Van Hooydonck (BEL)     | 78.             |

| Ineos Grenadiers IGD | Ineos Grenadiers IGD         | Ineos Grenadiers IGD |
| -------------------- | ---------------------------- | -------------------- |
| Nr                   | Kolarz                       | Miejsce              |
| 21                   | Geraint Thomas (GBR)         | 101.                 |
| 22                   | Edward Dunbar (IRL)          | DNF                  |
| 23                   | Daniel Felipe Martínez (COL) | 65.                  |
| 24                   | Kim Heiduk (GER)             | DNF                  |
| 25                   | Luke Rowe (GBR)              | DNF                  |
| 26                   | Ben Swift (GBR)              | 119.                 |
| 27                   | Adam Yates (GBR)             | 7.                   |

| UAE Team Emirates UAD | UAE Team Emirates UAD | UAE Team Emirates UAD |
| --------------------- | --------------------- | --------------------- |
| Nr                    | Kolarz                | Miejsce               |
| 31                    | Tadej Pogačar (SLO)   | 24.                   |
| 32                    | George Bennett (NZL)  | 105.                  |
| 33                    | Rui Costa (POR)       | 102.                  |
| 34                    | Alessandro Covi (ITA) | 70.                   |
| 35                    | Davide Formolo (ITA)  | 82.                   |
| 36                    | Ryan Gibbons (RSA)    | 56.                   |
| 37                    | Diego Ulissi (ITA)    | 9.                    |

| Bora-Hansgrohe BOH | Bora-Hansgrohe BOH     | Bora-Hansgrohe BOH |
| ------------------ | ---------------------- | ------------------ |
| Nr                 | Kolarz                 | Miejsce            |
| 41                 | Patrick Konrad (AUT)   | 40.                |
| 42                 | Giovanni Aleotti (ITA) | 32.                |
| 43                 | Cesare Benedetti (POL) | 81.                |
| 44                 | Patrick Gamper (AUT)   | 112.               |
| 45                 | Ide Schelling (NED)    | 80.                |
| 46                 | Frederik Wandahl (DEN) | 51.                |
| 47                 | Ben Zwiehoff (GER)     | 93.                |

| Intermarché-Wanty-Gobert Matériaux IWG | Intermarché-Wanty-Gobert Matériaux IWG | Intermarché-Wanty-Gobert Matériaux IWG |
| -------------------------------------- | -------------------------------------- | -------------------------------------- |
| Nr                                     | Kolarz                                 | Miejsce                                |
| 51                                     | Biniam Girmay (ERI)                    | 3.                                     |
| 52                                     | Sven Erik Bystrøm (NOR)                | 28.                                    |
| 53                                     | Théo Delacroix (FRA)                   | 86.                                    |
| 54                                     | Andrea Pasqualon (ITA)                 | 74.                                    |
| 55                                     | Baptiste Planckaert (BEL)              | DNF                                    |
| 56                                     | Loïc Vliegen (BEL)                     | 41.                                    |
| 57                                     | Georg Zimmermann (GER)                 | DNF                                    |

| Bahrain Victorious TBV | Bahrain Victorious TBV    | Bahrain Victorious TBV |
| ---------------------- | ------------------------- | ---------------------- |
| Nr                     | Kolarz                    | Miejsce                |
| 61                     | Matej Mohorič (SLO)       | 54.                    |
| 62                     | Pello Bilbao (ESP)        | 12.                    |
| 63                     | Damiano Caruso (ITA)      | 96.                    |
| 64                     | Hermann Pernsteiner (AUT) | 61.                    |
| 65                     | Jonathan Milan (ITA)      | DNF                    |
| 66                     | Jan Tratnik (SLO)         | 16.                    |
| 67                     | Matevž Govekar (SLO)      | DNF                    |

| Quick-Step Alpha Vinyl QST | Quick-Step Alpha Vinyl QST  | Quick-Step Alpha Vinyl QST |
| -------------------------- | --------------------------- | -------------------------- |
| Nr                         | Kolarz                      | Miejsce                    |
| 71                         | Andrea Bagioli (ITA)        | 22.                        |
| 72                         | Josef Černý (CZE)           | 108.                       |
| 73                         | Mikkel Frølich Honoré (DEN) | 6.                         |
| 74                         | James Knox (GBR)            | 66.                        |
| 75                         | Mauro Schmid (SUI)          | 19.                        |
| 76                         | Stan Van Tricht (BEL)       | 47.                        |
| 77                         | Mauri Vansevenant (BEL)     | 53.                        |

| Groupama-FDJ GFC | Groupama-FDJ GFC         | Groupama-FDJ GFC |
| ---------------- | ------------------------ | ---------------- |
| Nr               | Kolarz                   | Miejsce          |
| 81               | Antoine Duchesne (CAN)   | 67.              |
| 82               | David Gaudu (FRA)        | 42.              |
| 83               | Matthieu Ladagnous (FRA) | 83.              |
| 84               | Lewis Askey (GBR)        | 44.              |
| 85               | Anthony Roux (FRA)       | 88.              |
| 86               | Michael Storer (AUS)     | 71.              |
| 87               | Attila Valter (HUN)      | 27.              |

| Cofidis COF | Cofidis COF              | Cofidis COF |
| ----------- | ------------------------ | ----------- |
| Nr          | Kolarz                   | Miejsce     |
| 91          | Guillaume Martin (FRA)   | 21.         |
| 92          | Ion Izagirre (ESP)       | DNF         |
| 93          | Alexandre Delettre (FRA) | 48.         |
| 94          | Eddy Finé (FRA)          | 69.         |
| 95          | Wesley Kreder (NED)      | DNF         |
| 96          | André Carvalho (POR)     | 110.        |
| 97          | Hugo Toumire (FRA)       | 99.         |

| Lotto-Soudal LTS | Lotto-Soudal LTS         | Lotto-Soudal LTS |
| ---------------- | ------------------------ | ---------------- |
| Nr               | Kolarz                   | Miejsce          |
| 101              | Sébastien Grignard (BEL) | 107.             |
| 102              | Carlos Barbero (ESP)     | 38.              |
| 103              | Matthew Holmes (GBR)     | DNF              |
| 104              | Viktor Verschaeve (BEL)  | 89.              |
| 105              | Sylvain Moniquet (BEL)   | 18.              |
| 106              | Harm Vanhoucke (BEL)     | 43.              |
| 107              | Florian Vermeersch (BEL) | 34.              |

| AG2R Citroën Team ACT | AG2R Citroën Team ACT        | AG2R Citroën Team ACT |
| --------------------- | ---------------------------- | --------------------- |
| Nr                    | Kolarz                       | Miejsce               |
| 111                   | Greg Van Avermaet (BEL)      | 13.                   |
| 112                   | Mikaël Cherel (FRA)          | 104.                  |
| 113                   | Benoît Cosnefroy (FRA)       | 1.                    |
| 114                   | Stan Dewulf (BEL)            | 58.                   |
| 115                   | Aurélien Paret-Peintre (FRA) | 63.                   |
| 116                   | Michael Schär (SUI)          | 106.                  |
| 117                   | Clément Venturini (FRA)      | 64.                   |

| Trek-Segafredo TFS | Trek-Segafredo TFS   | Trek-Segafredo TFS |
| ------------------ | -------------------- | ------------------ |
| Nr                 | Kolarz               | Miejsce            |
| 121                | Jasper Stuyven (BEL) | 76.                |
| 122                | Tony Gallopin (FRA)  | DNF                |
| 123                | Alexander Kamp (DEN) | 15.                |
| 124                | Jacopo Mosca (ITA)   | DNF                |
| 125                | Quinn Simmons (USA)  | 77.                |
| 126                | Toms Skujiņš (LAT)   | 14.                |
| 127                | Otto Vergaerde (BEL) | DNF                |

| Movistar Team MOV | Movistar Team MOV         | Movistar Team MOV |
| ----------------- | ------------------------- | ----------------- |
| Nr                | Kolarz                    | Miejsce           |
| 131               | Alex Aranburu (ESP)       | 55.               |
| 132               | Jorge Arcas (ESP)         | 73.               |
| 133               | Iván García Cortina (ESP) | 5.                |
| 134               | Juri Hollmann (GER)       | 90.               |
| 135               | Gorka Izagirre (ESP)      | 75.               |
| 136               | William Barta (USA)       | 118.              |
| 137               | Oier Lazkano (ESP)        | DNF               |

| Israel-Premier Tech IPT | Israel-Premier Tech IPT | Israel-Premier Tech IPT |
| ----------------------- | ----------------------- | ----------------------- |
| Nr                      | Kolarz                  | Miejsce                 |
| 141                     | Hugo Houle (CAN)        | DNF                     |
| 142                     | Guillaume Boivin (CAN)  | 45.                     |
| 143                     | Simon Clarke (AUS)      | 79.                     |
| 144                     | Jakob Fuglsang (DEN)    | 50.                     |
| 145                     | Krists Neilands (LAT)   | 103.                    |
| 146                     | Giacomo Nizzolo (ITA)   | 25.                     |
| 147                     | Sep Vanmarcke (BEL)     | 30.                     |

| Team DSM DSM | Team DSM DSM               | Team DSM DSM |
| ------------ | -------------------------- | ------------ |
| Nr           | Kolarz                     | Miejsce      |
| 151          | Romain Bardet (FRA)        | 20.          |
| 152          | Søren Kragh Andersen (DEN) | DNF          |
| 153          | Romain Combaud (FRA)       | 72.          |
| 154          | Nils Eekhoff (NED)         | DNF          |
| 155          | Andreas Leknessund (NOR)   | 62.          |
| 156          | Martijn Tusveld (NED)      | 95.          |
| 157          | Pavel Bittner (CZE)        | 87.          |

| EF Education-EasyPost EFE | EF Education-EasyPost EFE | EF Education-EasyPost EFE |
| ------------------------- | ------------------------- | ------------------------- |
| Nr                        | Kolarz                    | Miejsce                   |
| 161                       | Magnus Cort Nielsen (DEN) | 91.                       |
| 162                       | Alberto Bettiol (ITA)     | 8.                        |
| 163                       | Simon Carr (GBR)          | 115.                      |
| 164                       | Ruben Guerreiro (POR)     | 17.                       |
| 165                       | Andrea Piccolo (ITA)      | 33.                       |
| 166                       | Neilson Powless (USA)     | 23.                       |
| 167                       | Jens Keukeleire (BEL)     | 84.                       |

| Astana Qazaqstan Team AST | Astana Qazaqstan Team AST | Astana Qazaqstan Team AST |
| ------------------------- | ------------------------- | ------------------------- |
| Nr                        | Kolarz                    | Miejsce                   |
| 171                       | Joe Dombrowski (USA)      | 100.                      |
| 172                       | Manuele Boaro (ITA)       | DNF                       |
| 173                       | Fabio Felline (ITA)       | 98.                       |
| 174                       | Antonio Nibali (ITA)      | 85.                       |
| 175                       | Christian Scaroni (ITA)   | 68.                       |
| 176                       | Simone Velasco (ITA)      | 29.                       |
| 177                       | Andriej Zejc (KAZ)        | 31.                       |

| Arkéa-Samsic ARK | Arkéa-Samsic ARK        | Arkéa-Samsic ARK |
| ---------------- | ----------------------- | ---------------- |
| Nr               | Kolarz                  | Miejsce          |
| 181              | Warren Barguil (FRA)    | 10.              |
| 182              | Winner Anacona (COL)    | 92.              |
| 183              | Benjamin Declercq (BEL) | 117.             |
| 184              | Matis Louvel (FRA)      | 11.              |
| 185              | Laurent Pichon (FRA)    | 37.              |
| 186              | Alan Riou (FRA)         | 114.             |
| 187              | Louis Barré (FRA)       | 49.              |

| TotalEnergies TEN | TotalEnergies TEN         | TotalEnergies TEN |
| ----------------- | ------------------------- | ----------------- |
| Nr                | Kolarz                    | Miejsce           |
| 191               | Peter Sagan (SVK) (szosa) | DNF               |
| 192               | Maciej Bodnar (POL)       | DNF               |
| 193               | Fabien Doubey (FRA)       | 59.               |
| 194               | Pierre Latour (FRA)       | 26.               |
| 195               | Daniel Oss (ITA)          | 46.               |
| 196               | Paul Ourselin (FRA)       | 116.              |
| 197               | Anthony Turgis (FRA)      | 36.               |

| Kanada CAN | Kanada CAN          | Kanada CAN |
| ---------- | ------------------- | ---------- |
| Nr         | Kolarz              | Miejsce    |
| 201        | Pier-André Côté     | 111.       |
| 202        | Nicolas Côté        | DNF        |
| 203        | Thomas Schellenberg | DNF        |
| 204        | Matteo Dal-Cin      | DNF        |
| 205        | Carson Miles        | DNF        |
| 206        | Quentin Cowan       | DNF        |
| 207        | Nicolas Rivard      | DNF        |

| BikeExchange-Jayco BEX | BikeExchange-Jayco BEX | BikeExchange-Jayco BEX |
| ---------------------- | ---------------------- | ---------------------- |
| Nr                     | Kolarz                 | Miejsce                |
| 1                      | Michael Matthews (AUS) | 2.                     |
| 2                      | Alexandre Balmer (SUI) | 35.                    |
| 3                      | Kevin Colleoni (ITA)   | DNF                    |
| 4                      | Damien Howson (AUS)    | DNF                    |
| 5                      | Tanel Kangert (EST)    | 94.                    |
| 6                      | Jan Maas (NED)         | 60.                    |
| 7                      | Nick Schultz (AUS)     | 52.                    |

| Jumbo-Visma TJV | Jumbo-Visma TJV                | Jumbo-Visma TJV |
| --------------- | ------------------------------ | --------------- |
| Nr              | Kolarz                         | Miejsce         |
| 11              | Wout van Aert (BEL)            | 4.              |
| 12              | Pascal Eenkhoorn (NED) (szosa) | 109.            |
| 13              | Tobias Foss (NOR)              | 113.            |
| 14              | Christophe Laporte (FRA)       | 39.             |
| 15              | Timo Roosen (NED)              | 97.             |
| 16              | Tosh Van der Sande (BEL)       | 57.             |
| 17              | Nathan Van Hooydonck (BEL)     | 78.             |

| Ineos Grenadiers IGD | Ineos Grenadiers IGD         | Ineos Grenadiers IGD |
| -------------------- | ---------------------------- | -------------------- |
| Nr                   | Kolarz                       | Miejsce              |
| 21                   | Geraint Thomas (GBR)         | 101.                 |
| 22                   | Edward Dunbar (IRL)          | DNF                  |
| 23                   | Daniel Felipe Martínez (COL) | 65.                  |
| 24                   | Kim Heiduk (GER)             | DNF                  |
| 25                   | Luke Rowe (GBR)              | DNF                  |
| 26                   | Ben Swift (GBR)              | 119.                 |
| 27                   | Adam Yates (GBR)             | 7.                   |

| UAE Team Emirates UAD | UAE Team Emirates UAD | UAE Team Emirates UAD |
| --------------------- | --------------------- | --------------------- |
| Nr                    | Kolarz                | Miejsce               |
| 31                    | Tadej Pogačar (SLO)   | 24.                   |
| 32                    | George Bennett (NZL)  | 105.                  |
| 33                    | Rui Costa (POR)       | 102.                  |
| 34                    | Alessandro Covi (ITA) | 70.                   |
| 35                    | Davide Formolo (ITA)  | 82.                   |
| 36                    | Ryan Gibbons (RSA)    | 56.                   |
| 37                    | Diego Ulissi (ITA)    | 9.                    |

| Bora-Hansgrohe BOH | Bora-Hansgrohe BOH     | Bora-Hansgrohe BOH |
| ------------------ | ---------------------- | ------------------ |
| Nr                 | Kolarz                 | Miejsce            |
| 41                 | Patrick Konrad (AUT)   | 40.                |
| 42                 | Giovanni Aleotti (ITA) | 32.                |
| 43                 | Cesare Benedetti (POL) | 81.                |
| 44                 | Patrick Gamper (AUT)   | 112.               |
| 45                 | Ide Schelling (NED)    | 80.                |
| 46                 | Frederik Wandahl (DEN) | 51.                |
| 47                 | Ben Zwiehoff (GER)     | 93.                |

| Intermarché-Wanty-Gobert Matériaux IWG | Intermarché-Wanty-Gobert Matériaux IWG | Intermarché-Wanty-Gobert Matériaux IWG |
| -------------------------------------- | -------------------------------------- | -------------------------------------- |
| Nr                                     | Kolarz                                 | Miejsce                                |
| 51                                     | Biniam Girmay (ERI)                    | 3.                                     |
| 52                                     | Sven Erik Bystrøm (NOR)                | 28.                                    |
| 53                                     | Théo Delacroix (FRA)                   | 86.                                    |
| 54                                     | Andrea Pasqualon (ITA)                 | 74.                                    |
| 55                                     | Baptiste Planckaert (BEL)              | DNF                                    |
| 56                                     | Loïc Vliegen (BEL)                     | 41.                                    |
| 57                                     | Georg Zimmermann (GER)                 | DNF                                    |

| Bahrain Victorious TBV | Bahrain Victorious TBV    | Bahrain Victorious TBV |
| ---------------------- | ------------------------- | ---------------------- |
| Nr                     | Kolarz                    | Miejsce                |
| 61                     | Matej Mohorič (SLO)       | 54.                    |
| 62                     | Pello Bilbao (ESP)        | 12.                    |
| 63                     | Damiano Caruso (ITA)      | 96.                    |
| 64                     | Hermann Pernsteiner (AUT) | 61.                    |
| 65                     | Jonathan Milan (ITA)      | DNF                    |
| 66                     | Jan Tratnik (SLO)         | 16.                    |
| 67                     | Matevž Govekar (SLO)      | DNF                    |

| Quick-Step Alpha Vinyl QST | Quick-Step Alpha Vinyl QST  | Quick-Step Alpha Vinyl QST |
| -------------------------- | --------------------------- | -------------------------- |
| Nr                         | Kolarz                      | Miejsce                    |
| 71                         | Andrea Bagioli (ITA)        | 22.                        |
| 72                         | Josef Černý (CZE)           | 108.                       |
| 73                         | Mikkel Frølich Honoré (DEN) | 6.                         |
| 74                         | James Knox (GBR)            | 66.                        |
| 75                         | Mauro Schmid (SUI)          | 19.                        |
| 76                         | Stan Van Tricht (BEL)       | 47.                        |
| 77                         | Mauri Vansevenant (BEL)     | 53.                        |

| Groupama-FDJ GFC | Groupama-FDJ GFC         | Groupama-FDJ GFC |
| ---------------- | ------------------------ | ---------------- |
| Nr               | Kolarz                   | Miejsce          |
| 81               | Antoine Duchesne (CAN)   | 67.              |
| 82               | David Gaudu (FRA)        | 42.              |
| 83               | Matthieu Ladagnous (FRA) | 83.              |
| 84               | Lewis Askey (GBR)        | 44.              |
| 85               | Anthony Roux (FRA)       | 88.              |
| 86               | Michael Storer (AUS)     | 71.              |
| 87               | Attila Valter (HUN)      | 27.              |

| Cofidis COF | Cofidis COF              | Cofidis COF |
| ----------- | ------------------------ | ----------- |
| Nr          | Kolarz                   | Miejsce     |
| 91          | Guillaume Martin (FRA)   | 21.         |
| 92          | Ion Izagirre (ESP)       | DNF         |
| 93          | Alexandre Delettre (FRA) | 48.         |
| 94          | Eddy Finé (FRA)          | 69.         |
| 95          | Wesley Kreder (NED)      | DNF         |
| 96          | André Carvalho (POR)     | 110.        |
| 97          | Hugo Toumire (FRA)       | 99.         |

| Lotto-Soudal LTS | Lotto-Soudal LTS         | Lotto-Soudal LTS |
| ---------------- | ------------------------ | ---------------- |
| Nr               | Kolarz                   | Miejsce          |
| 101              | Sébastien Grignard (BEL) | 107.             |
| 102              | Carlos Barbero (ESP)     | 38.              |
| 103              | Matthew Holmes (GBR)     | DNF              |
| 104              | Viktor Verschaeve (BEL)  | 89.              |
| 105              | Sylvain Moniquet (BEL)   | 18.              |
| 106              | Harm Vanhoucke (BEL)     | 43.              |
| 107              | Florian Vermeersch (BEL) | 34.              |

| AG2R Citroën Team ACT | AG2R Citroën Team ACT        | AG2R Citroën Team ACT |
| --------------------- | ---------------------------- | --------------------- |
| Nr                    | Kolarz                       | Miejsce               |
| 111                   | Greg Van Avermaet (BEL)      | 13.                   |
| 112                   | Mikaël Cherel (FRA)          | 104.                  |
| 113                   | Benoît Cosnefroy (FRA)       | 1.                    |
| 114                   | Stan Dewulf (BEL)            | 58.                   |
| 115                   | Aurélien Paret-Peintre (FRA) | 63.                   |
| 116                   | Michael Schär (SUI)          | 106.                  |
| 117                   | Clément Venturini (FRA)      | 64.                   |

| Trek-Segafredo TFS | Trek-Segafredo TFS   | Trek-Segafredo TFS |
| ------------------ | -------------------- | ------------------ |
| Nr                 | Kolarz               | Miejsce            |
| 121                | Jasper Stuyven (BEL) | 76.                |
| 122                | Tony Gallopin (FRA)  | DNF                |
| 123                | Alexander Kamp (DEN) | 15.                |
| 124                | Jacopo Mosca (ITA)   | DNF                |
| 125                | Quinn Simmons (USA)  | 77.                |
| 126                | Toms Skujiņš (LAT)   | 14.                |
| 127                | Otto Vergaerde (BEL) | DNF                |

| Movistar Team MOV | Movistar Team MOV         | Movistar Team MOV |
| ----------------- | ------------------------- | ----------------- |
| Nr                | Kolarz                    | Miejsce           |
| 131               | Alex Aranburu (ESP)       | 55.               |
| 132               | Jorge Arcas (ESP)         | 73.               |
| 133               | Iván García Cortina (ESP) | 5.                |
| 134               | Juri Hollmann (GER)       | 90.               |
| 135               | Gorka Izagirre (ESP)      | 75.               |
| 136               | William Barta (USA)       | 118.              |
| 137               | Oier Lazkano (ESP)        | DNF               |

| Israel-Premier Tech IPT | Israel-Premier Tech IPT | Israel-Premier Tech IPT |
| ----------------------- | ----------------------- | ----------------------- |
| Nr                      | Kolarz                  | Miejsce                 |
| 141                     | Hugo Houle (CAN)        | DNF                     |
| 142                     | Guillaume Boivin (CAN)  | 45.                     |
| 143                     | Simon Clarke (AUS)      | 79.                     |
| 144                     | Jakob Fuglsang (DEN)    | 50.                     |
| 145                     | Krists Neilands (LAT)   | 103.                    |
| 146                     | Giacomo Nizzolo (ITA)   | 25.                     |
| 147                     | Sep Vanmarcke (BEL)     | 30.                     |

| Team DSM DSM | Team DSM DSM               | Team DSM DSM |
| ------------ | -------------------------- | ------------ |
| Nr           | Kolarz                     | Miejsce      |
| 151          | Romain Bardet (FRA)        | 20.          |
| 152          | Søren Kragh Andersen (DEN) | DNF          |
| 153          | Romain Combaud (FRA)       | 72.          |
| 154          | Nils Eekhoff (NED)         | DNF          |
| 155          | Andreas Leknessund (NOR)   | 62.          |
| 156          | Martijn Tusveld (NED)      | 95.          |
| 157          | Pavel Bittner (CZE)        | 87.          |

| EF Education-EasyPost EFE | EF Education-EasyPost EFE | EF Education-EasyPost EFE |
| ------------------------- | ------------------------- | ------------------------- |
| Nr                        | Kolarz                    | Miejsce                   |
| 161                       | Magnus Cort Nielsen (DEN) | 91.                       |
| 162                       | Alberto Bettiol (ITA)     | 8.                        |
| 163                       | Simon Carr (GBR)          | 115.                      |
| 164                       | Ruben Guerreiro (POR)     | 17.                       |
| 165                       | Andrea Piccolo (ITA)      | 33.                       |
| 166                       | Neilson Powless (USA)     | 23.                       |
| 167                       | Jens Keukeleire (BEL)     | 84.                       |

| Astana Qazaqstan Team AST | Astana Qazaqstan Team AST | Astana Qazaqstan Team AST |
| ------------------------- | ------------------------- | ------------------------- |
| Nr                        | Kolarz                    | Miejsce                   |
| 171                       | Joe Dombrowski (USA)      | 100.                      |
| 172                       | Manuele Boaro (ITA)       | DNF                       |
| 173                       | Fabio Felline (ITA)       | 98.                       |
| 174                       | Antonio Nibali (ITA)      | 85.                       |
| 175                       | Christian Scaroni (ITA)   | 68.                       |
| 176                       | Simone Velasco (ITA)      | 29.                       |
| 177                       | Andriej Zejc (KAZ)        | 31.                       |

| Arkéa-Samsic ARK | Arkéa-Samsic ARK        | Arkéa-Samsic ARK |
| ---------------- | ----------------------- | ---------------- |
| Nr               | Kolarz                  | Miejsce          |
| 181              | Warren Barguil (FRA)    | 10.              |
| 182              | Winner Anacona (COL)    | 92.              |
| 183              | Benjamin Declercq (BEL) | 117.             |
| 184              | Matis Louvel (FRA)      | 11.              |
| 185              | Laurent Pichon (FRA)    | 37.              |
| 186              | Alan Riou (FRA)         | 114.             |
| 187              | Louis Barré (FRA)       | 49.              |

| TotalEnergies TEN | TotalEnergies TEN         | TotalEnergies TEN |
| ----------------- | ------------------------- | ----------------- |
| Nr                | Kolarz                    | Miejsce           |
| 191               | Peter Sagan (SVK) (szosa) | DNF               |
| 192               | Maciej Bodnar (POL)       | DNF               |
| 193               | Fabien Doubey (FRA)       | 59.               |
| 194               | Pierre Latour (FRA)       | 26.               |
| 195               | Daniel Oss (ITA)          | 46.               |
| 196               | Paul Ourselin (FRA)       | 116.              |
| 197               | Anthony Turgis (FRA)      | 36.               |

| Kanada CAN | Kanada CAN          | Kanada CAN |
| ---------- | ------------------- | ---------- |
| Nr         | Kolarz              | Miejsce    |
| 201        | Pier-André Côté     | 111.       |
| 202        | Nicolas Côté        | DNF        |
| 203        | Thomas Schellenberg | DNF        |
| 204        | Matteo Dal-Cin      | DNF        |
| 205        | Carson Miles        | DNF        |
| 206        | Quentin Cowan       | DNF        |
| 207        | Nicolas Rivard      | DNF        |

Legenda: DNF – nie ukończył, OTL – przekroczył limit czasu, DNS – nie wystartował, DSQ – zdyskwalifikowany.

## Klasyfikacja generalna
| \| Klasyfikacja generalna \| Klasyfikacja generalna \| Klasyfikacja generalna \| Klasyfikacja generalna \| Klasyfikacja generalna \| \| Kolarz \| Kolarz \| Państwo \| Drużyna \| Czas \| \| ---------------------- \| ---------------------- \| ---------------------- \| ---------------------------------- \| ---------------------- \| \| 1. \| Benoît Cosnefroy \| Francja \| AG2R Citroën Team \| 4h 46' 56" \| \| 2. \| Michael Matthews \| Australia \| BikeExchange-Jayco \| + 4" \| \| 3. \| Biniam Girmay \| Erytrea \| Intermarché-Wanty-Gobert Matériaux \| + 4" \| \| 4. \| Wout van Aert \| Belgia \| Jumbo-Visma \| + 4" \| \| 5. \| Iván García Cortina \| Hiszpania \| Movistar Team \| + 4" \| \| 6. \| Mikkel Frølich Honoré \| Dania \| Quick-Step Alpha Vinyl \| + 4" \| \| 7. \| Adam Yates \| Wielka Brytania \| Ineos Grenadiers \| + 4" \| \| 8. \| Alberto Bettiol \| Włochy \| EF Education-EasyPost \| + 4" \| \| 9. \| Diego Ulissi \| Włochy \| UAE Team Emirates \| + 4" \| \| 10. \| Warren Barguil \| Francja \| Arkéa-Samsic \| + 4" \| \| 11. \| Matis Louvel \| Francja \| Arkéa-Samsic \| + 4" \| \| 12. \| Pello Bilbao \| Hiszpania \| Bahrain Victorious \| + 4" \| \| 13. \| Greg Van Avermaet \| Belgia \| AG2R Citroën Team \| + 4" \| \| 14. \| Toms Skujiņš \| Łotwa \| Trek-Segafredo \| + 4" \| \| 15. \| Alexander Kamp \| Dania \| Trek-Segafredo \| + 4" \| \| 16. \| Jan Tratnik \| Słowenia \| Bahrain Victorious \| + 4" \| \| 17. \| Ruben Guerreiro \| Portugalia \| EF Education-EasyPost \| + 4" \| \| 18. \| Sylvain Moniquet \| Belgia \| Lotto-Soudal \| + 4" \| \| 19. \| Mauro Schmid \| Szwajcaria \| Quick-Step Alpha Vinyl \| + 4" \| \| 20. \| Romain Bardet \| Francja \| Team DSM \| + 4" \| |                       |                 |                                    |            |
| |                       |                 |                                    |            |
| Źródło: ProCyclingStats |                       |                 |                                    |            |
| Klasyfikacja generalna |                       |                 |                                    |            |
| Kolarz | Kolarz                | Państwo         | Drużyna                            | Czas       |
| 1. | Benoît Cosnefroy      | Francja         | AG2R Citroën Team                  | 4h 46' 56" |
| 2. | Michael Matthews      | Australia       | BikeExchange-Jayco                 | + 4"       |
| 3. | Biniam Girmay         | Erytrea         | Intermarché-Wanty-Gobert Matériaux | + 4"       |
| 4. | Wout van Aert         | Belgia          | Jumbo-Visma                        | + 4"       |
| 5. | Iván García Cortina   | Hiszpania       | Movistar Team                      | + 4"       |
| 6. | Mikkel Frølich Honoré | Dania           | Quick-Step Alpha Vinyl             | + 4"       |
| 7. | Adam Yates            | Wielka Brytania | Ineos Grenadiers                   | + 4"       |
| 8. | Alberto Bettiol       | Włochy          | EF Education-EasyPost              | + 4"       |
| 9. | Diego Ulissi          | Włochy          | UAE Team Emirates                  | + 4"       |
| 10. | Warren Barguil        | Francja         | Arkéa-Samsic                       | + 4"       |
| 11. | Matis Louvel          | Francja         | Arkéa-Samsic                       | + 4"       |
| 12. | Pello Bilbao          | Hiszpania       | Bahrain Victorious                 | + 4"       |
| 13. | Greg Van Avermaet     | Belgia          | AG2R Citroën Team                  | + 4"       |
| 14. | Toms Skujiņš          | Łotwa           | Trek-Segafredo                     | + 4"       |
| 15. | Alexander Kamp        | Dania           | Trek-Segafredo                     | + 4"       |
| 16. | Jan Tratnik           | Słowenia        | Bahrain Victorious                 | + 4"       |
| 17. | Ruben Guerreiro       | Portugalia      | EF Education-EasyPost              | + 4"       |
| 18. | Sylvain Moniquet      | Belgia          | Lotto-Soudal                       | + 4"       |
| 19. | Mauro Schmid          | Szwajcaria      | Quick-Step Alpha Vinyl             | + 4"       |
| 20. | Romain Bardet         | Francja         | Team DSM                           | + 4"       |